# Manastir David Garedža
Manastir David Garedža (gruz,: დავითგარეჯის სამონასტრო კომპლექსი) je kameni gruzijski pravoslavni  samostanski kompleks smješten u regiji Kahetiji u istočnoj Gruziji, na polu-pustinjskim padinama planine Garedža na rubu visoravni Iori, nekih 60–70 km jugoistočno od glavni grada Gruzije, Tbilisija. Kompleks uključuje stotine ćelija, crkava, kapela, refektorija i stambenih prostorija izdubljenih u stijeni.
Dio kompleksa Davida Garedže (manastir Bertubani) nalazi se na azerbajdžansko-gruzijskoj granici i postao je predmet graničnog spora između dviju zemalja. Područje je također dom zaštićenih životinjskih vrsta i svjedočanstvo o nekim od najstarijih ljudskih prebivališta u regiji.

## Povijest
Kompleks je u 6. stoljeću osnovao David (sv. David Garedželi), jedan od trinaest asirskih redovnika koji su istovremeno stigli u zemlju. Njegovi su učenici Dodo i Luciane proširili izvornu lavru i osnovali dva druga samostana poznata kao "Dodova Rka" (doslovno "Dodov rog") i Natlismcemeli ("Krstitelj"). Daljnji razvoj samostan je doživio pod vodstvom gruzijskog sveca Hilariona iz 9. stoljeća. Manastir su posebno patronizirali gruzijske kraljevske i plemićke obitelji. Gruzijski kralj Dmitar I. iz 12. stoljeća, autor poznate gruzijske himne Ti si vinograd, čak je izabrao Davida Garedžu za mjesto zatočenja nakon što je abdicirao s prijestolja.
Unatoč surovoj okolini, samostan je dugi niz stoljeća ostao važno središte vjerskih i kulturnih aktivnosti. U određenim razdobljima samostani su posjedovali velika poljoprivredna zemljišta i mnoga sela. Renesansa freskopisa kronološki se poklapa s općim razvojem života u samostanima Davida Garedže. Visoka umjetnička vještina freski manastira učinila ih je neizostavnim dijelom svjetske baštine. Od kraja 11. do početka 13. stoljeća, gospodarski i kulturni razvoj Davida Garedže dosegao je vrhunac, odražavajući opći prosperitet srednjovjekovne Kraljevine Gruzije. Izgrađeni su novi samostani: Udabno, Bertubani i Čičhituri, a stari su prošireni i reorganizirani.
Propašću gruzijske monarhije, uslijedilo je dugo razdoblje propadanja, te razaranja od strane mongolske vojske (1265.), ali su ga gruzijski kraljevi kasnije obnovili. Preživjelo je napad Safavida 1615. godine, kada su redovnici masakrirani i uništeni jedinstveni rukopisi i važna djela gruzijske umjetnosti. Manastir je ponovo oživio pod Onopreom Mačutadzeom, koji je 1690. godine imenovan glavnim igumanom.
Nakon nasilnog boljševičkog preuzimanja Gruzije 1921. godine, samostan je zatvoren i ostao nenaseljen. U godinama sovjetsko-afganistanskog rata teritorij samostana korišten je kao poligon za sovjetsku vojsku koja je nanijela štetu jedinstvenom freskama u manastiru. Godine 1987. skupina gruzijskih studenata predvođena mladim književnikom Datom Turašvilijem pokrenula je niz prosvjeda. Iako su se dužnosnici sovjetskog ministarstva obrane pristali izmjestiti vojsku iz manastira, vojne vježbe nastavljene su u listopadu 1988. godine, što je dovelo do općeg bijesa javnosti. Nakon što je 10 000 Gruzijaca demonstriralo na ulicama Tbilisija i grupa učenika pokrenula štrajk glađu u manastiru, vojna baza konačno je uklonjena.
Nakon obnove neovisnosti Gruzije 1991. godine, oživio je samostanski život u Davidu Garedži. No, 1996. godine, gruzijsko ministarstvo obrane nastavilo je vojne vježbe na tom području, što je dovelo do ponovnih prosvjeda javnosti. U svibnju 1997. godine, stotine aktivista gruzijskih nevladinih organizacija postavile su svoje šatore usred vojnog dometa i blokirale vojne manevre. Vojni dužnosnici konačno su se priklonili pritisku javnosti i vježbe su zabranjene.
Samostan je i danas aktivan i služi kao popularno turističko i hodočasničko odredište.

## Granični spor između Gruzije i Azerbajdžana[4]
Budući da se kompleks djelomično nalazi na teritoriju Azerbajdžana, postao je predmet graničnog spora između Gruzije i Azerbejdžana. Razgovori po ovom pitanju vode se od 1991. godine. Gruzijski redovnici iz manastira stajališta su da je "spor rezultat sovjetske namjere da potkopa odnose između kršćanskih Gruzijaca i muslimanskih Azera. " Giorgi Mandžgaladze, zamjenik gruzijskog ministra vanjskih poslova izjavio je da bi Gruzija bila voljna razmijeniti drugi teritorij za ostatak Davida Garedže zbog njezinog povijesnog i kulturnog značaja za Gruzijce. Baku ne odobrava tu zamjenu zemljišta zbog strateške vojne važnosti Davida Garedže. Azerbajdžanski dužnosnici potvrdili su da je njihova zemlja "otvorena za provedbu zajedničkih projekata s Gruzijom za obnovu kompleksa". Međutim, službene sugestije da bi kompleks mogao biti "zajednička turistička zona" izazvale su ogorčenje gruzijske javnosti. Katolikos-patrijarh cijele Gruzije Ilija II. rekao je da je "samostan bio sveto svetište koje bi trebalo u potpunosti ležati na gruzijskom tlu". Između azerbajdžanskih i gruzijskih vlasti (u Tbilisiju, a zatim u Bakuu) obavljen je niz novih krugova razgovora o razgraničenju.

## Galerija
- Crkva sv. Jurja, mučenika. Na području prijepora između Gruzije i Azerbajdžana
- Manastir i 21 špilja
- Gruzijsko Asomtavruli pismo na ulazu u lavru sv. Davida
- Pećine Garedže
- Refektorij